# A Musical Affair
A Musical Affair è un album del gruppo musicale inglese Il Divo, pubblicato nel 2013.
È in quinta posizione nella Official Albums Chart, sesta in Olanda e settima in Portogallo.

## Tracce

### Edizione internazionale
1. Memory  (duetto Nicole Scherzinger)
2. Can You Feel the Love Tonight? (duetto Heather Headley)
3. Bring Him Home
4. Tonight
5. All I Ask of You (duetto Kristin Chenoweth)
6. Some Enchanted Evening
7. Who Can I Turn To?
8. Who Wants to Live Forever
9. You'll Never Walk Alone
10. If Ever I Would Leave You
11. Love Changes Everything" (duetto Michael Ball)
12. The Music of the Night" (duetto Barbra Streisand)

### Versione francese
1. Belle (duetto Florent Pagny)
2. Le Temps Des Cathédrales (duetto Vincent Niclo)
3. Memory (duetto Hélène Ségara)
4. Can You Feel the Love Tonight? (duetto Lisa Angell)
5. Who Wants to Live Forever (duetto Anggun)
6. Aimer (duetto Natasha St-Pier)
7. L'envie d'aimer (duetto Sonia Lacen)
8. Bring Him Home
9. Tonight
10. All I Ask of You (duetto Kristin Chenoweth)
11. Some Enchanted Evening
12. Who Can I Turn To?
13. Who Wants to Live Forever
14. You'll Never Walk Alone
15. If Ever I Would Leave You
16. Love Changes Everything (duetto Michael Ball)
17. The Music of the Night (duetto Barbra Streisand)

## Formazione
- Sébastien Izambard - tenore
- David Miller -  tenore
- Urs Bühler - tenore
- Carlos Marín - baritono